# Antonio Torroja i Miret
Antonio Torroja i Miret (Tarragona, 12 de setembre de 1888 - Barcelona, 4 de maig de 1974) fou un matemàtic català, acadèmic de la Reial Acadèmia de Ciències Exactes, Físiques i Naturals. Va cursar els estudis de Matemàtiques i Enginyeria de Mines a Madrid, on residia el seu pare.

## Biografia
El 1917 guanyà una càtedra de Geometria a la Universitat de Saragossa, i al cap de poc passà a la de Barcelona. El seu magisteri exercí una gran influència en la formació de noves promocions de matemàtics, especialment per l'educació del raonament que inculcava. També tingué una gran influència en els seus cursos de mecànica de l'Escola Industrial. La seva producció científica consta d'alguns treballs i comunicacions a congressos sobre la Geometria Projectiva. Fou acadèmic de la Reial Acadèmia de Ciències i Arts de Barcelona (1919) i de la Reial Acadèmia de Ciències Exactes, Físiques i Naturals de Madrid (1947). Fou rector de la Universitat de Barcelona entre 1957 i 1963. En el seu rectorat s'impulsà la comissió, que ell mateix presidí, per realitzar el projecte d'història de la Universitat de Barcelona. Va morir a Barcelona l'any 1974.

## Premis i reconeixements
- (1974): Creu de l'Ordre Civil d'Alfons X el Savi

## Publicacions
- Discurso leído en el acto de su recepción el día 17 de diciembre de 1947. Madrid: Real Academia de Ciencias Exactas, Físicas y Naturales, 1947. Disponible a: Catàleg de les biblioteques de la UB